# Onze-Lieve-Vrouw van Banneuxkerk (Hasselt)

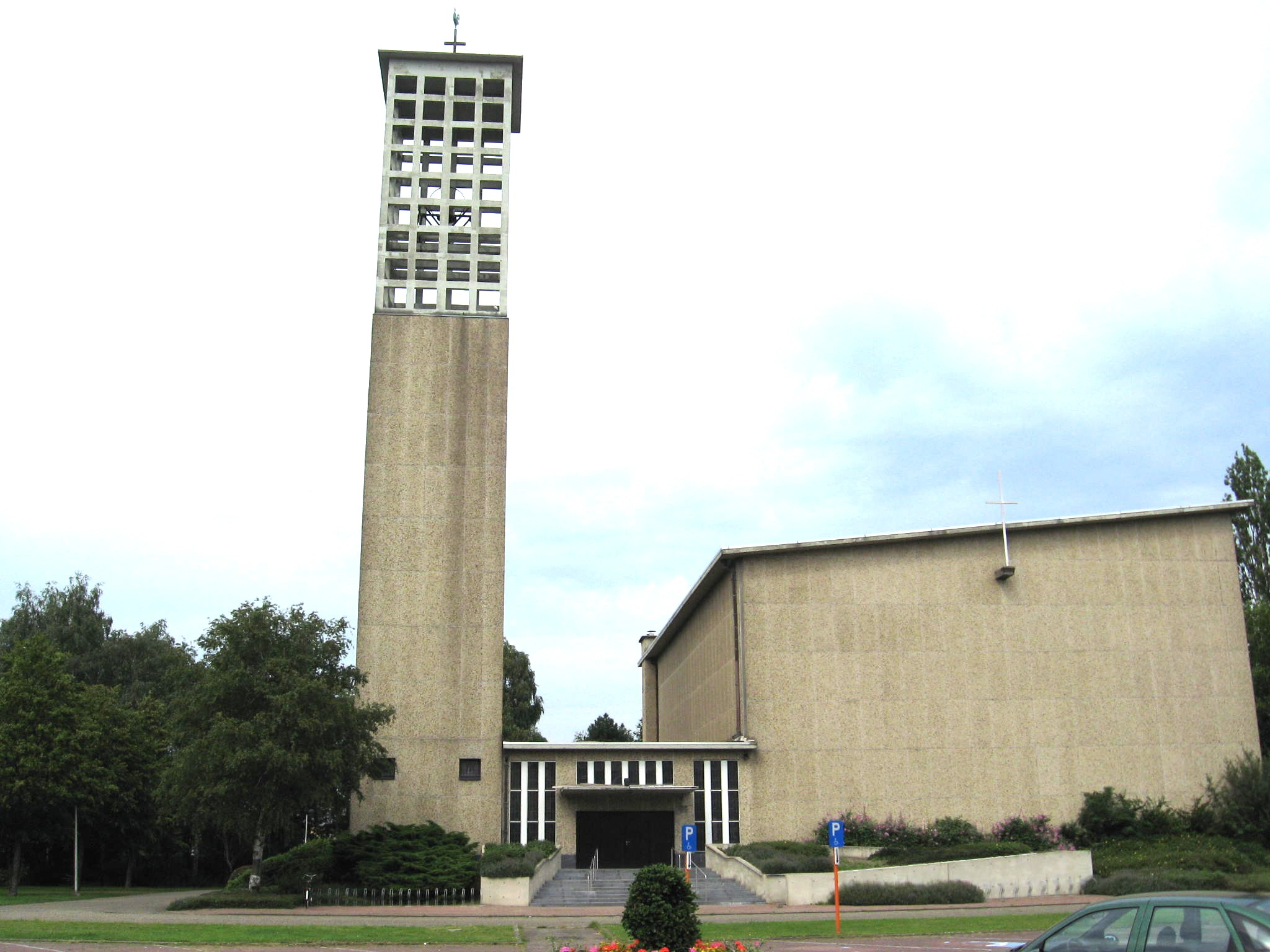
Onze-Lieve-Vrouw van Banneuxkerk

De Onze-Lieve-Vrouw van Banneuxkerk is de parochiekerk van de Onze-Lieve-Vrouw van Banneuxwijk die zich in het noorden van de stad Hasselt bevindt. Ze is gelegen aan Hazelarenlaan/Kiewitstraat.
Dit gebied behoorde oorspronkelijk tot de Sint-Quintinusparochie van Hasselt, vanaf 1927 tot de toen opgerichte parochie van Kiewit en in 1951 kreeg de toen ontstane wijk een eigen parochie.
De eerste steen van de parochiekerk werd gelegd in 1966 en in 1968 werd de kerk ingewijd. Het is een sobere, doosvormige kerk in modernistische stijl, met een 37 meter hoge, aangebouwde toren. Architect was Louis Peeters.
De koperen haan die de toren siert was een geschenk van de Philipsfabriek die zich in 1955 in deze wijk gevestigd had. De 500 kg zware haan werd in 1971 geplaatst.
In de kerk, welke plaats aan 680 gelovigen biedt, bevindt zich een Christusfiguur, vervaardigd door wijkbewoner Karel Ilsen. Het doopvont is geschonken door het bedrijf Keramo. Ook bevindt zich in de kerk een relikwie van de Heilige Ursula.